# Talisia stricta
Talisia stricta är en kinesträdsväxtart som beskrevs av Triana & Planch. och Ludwig Radlkofer. Talisia stricta ingår i släktet Talisia och familjen kinesträdsväxter. Inga underarter finns listade i Catalogue of Life.